# De Beek (Ermelo)
De Beek is een buurtschap in de gemeente Ermelo, in de Nederlandse provincie Gelderland. Het is gelegen in het zuidoosten van de gemeente, hemelsbreed tussen de dorpen Uddel en Garderen, aan de provinciale weg de N302. De buurtschap heeft 130 inwoners (2004). 
In De Beek is het kerkgebouw van de Gereformeerde Gemeente in Nederland De Beek-Uddel gevestigd. Dit gebouw heeft 1.190 zitplaatsen.
Ook het Nationaal Hippisch Centrum is gevestigd in deze buurt van Ermelo.

## Afbeeldingen

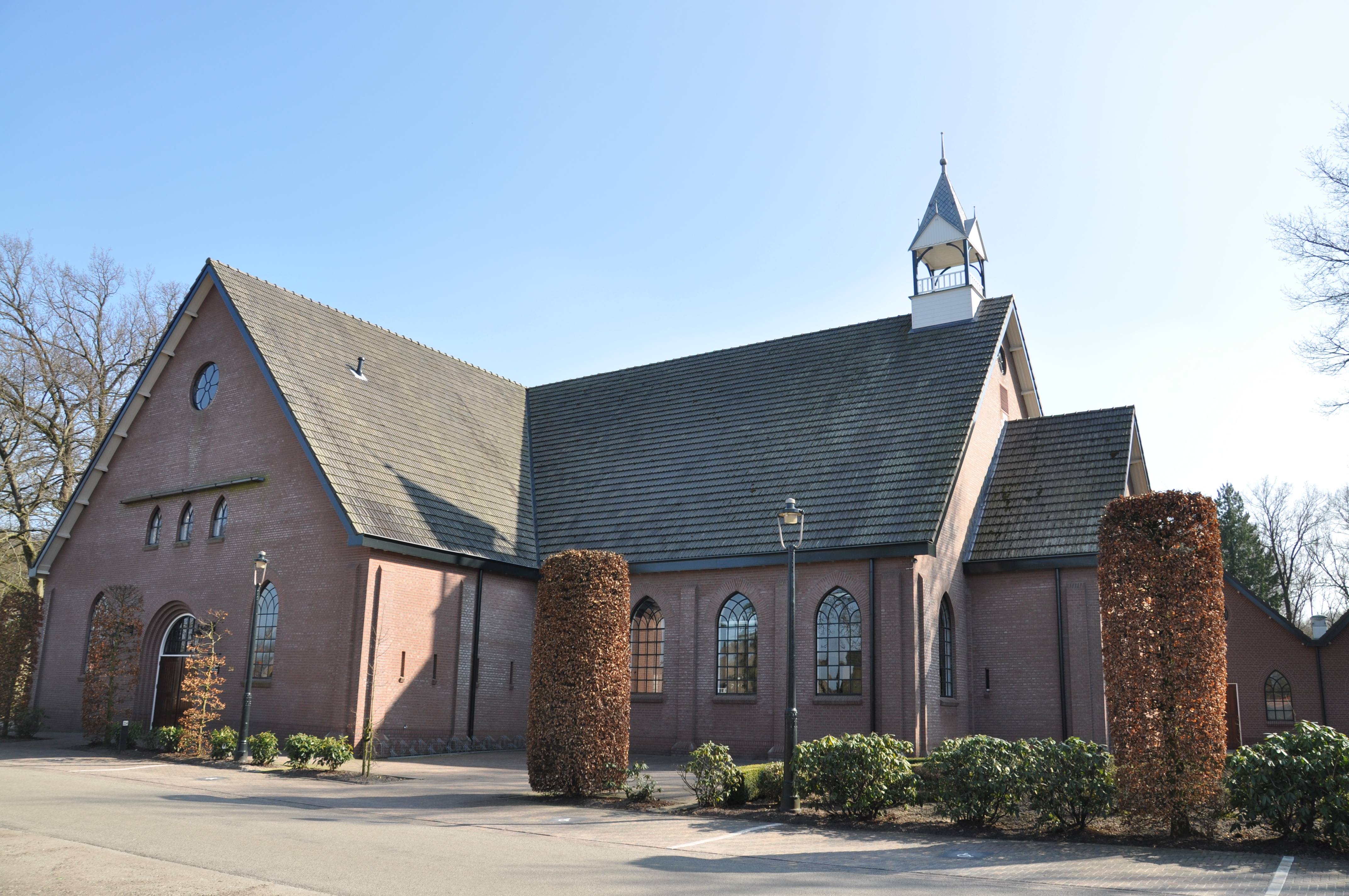
Gereformeerde Gemeente in Nederland De Beek-Uddel vanaf parkeerterrein.
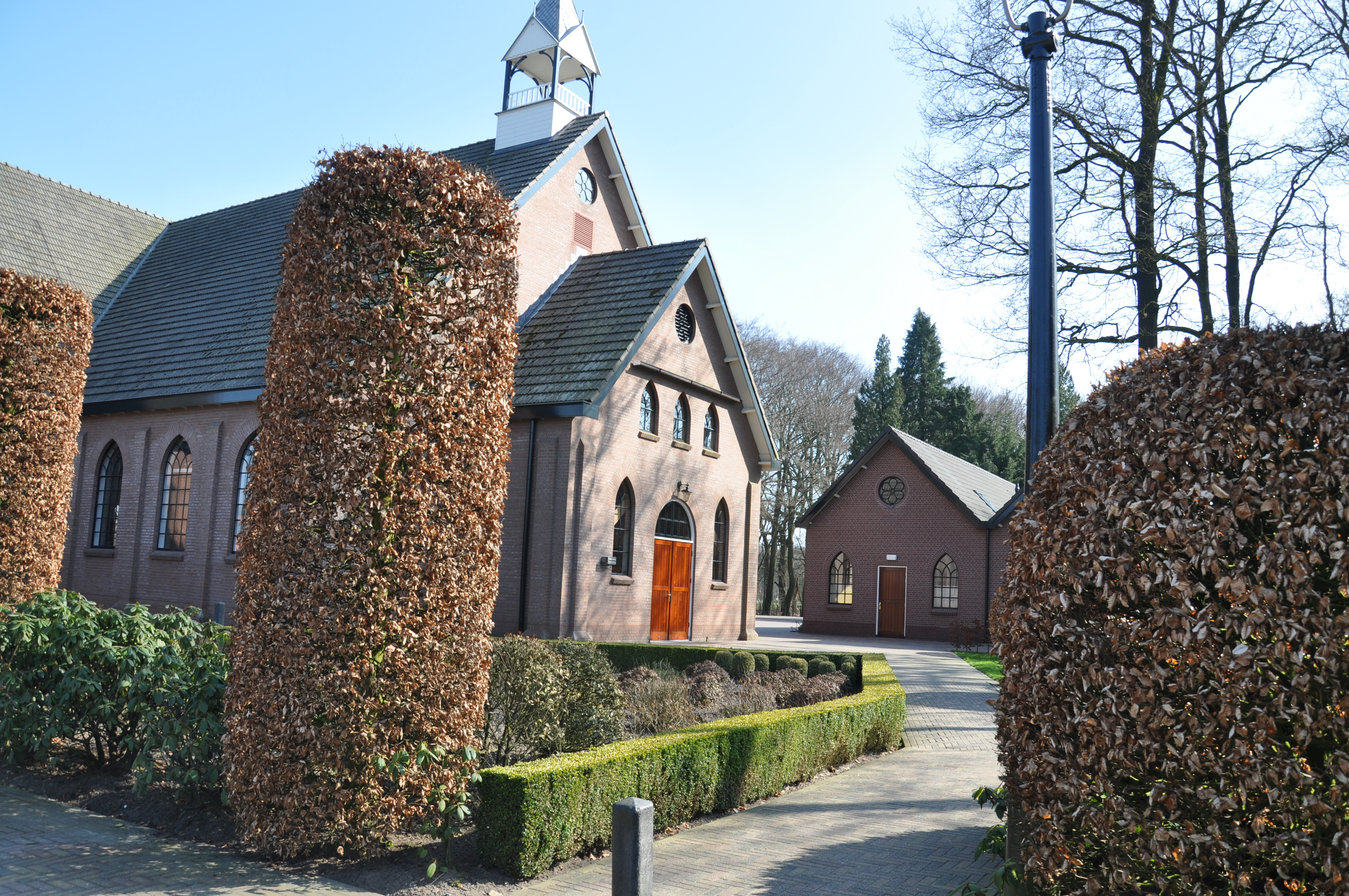
Gereformeerde Gemeente in Nederland De Beek-Uddel
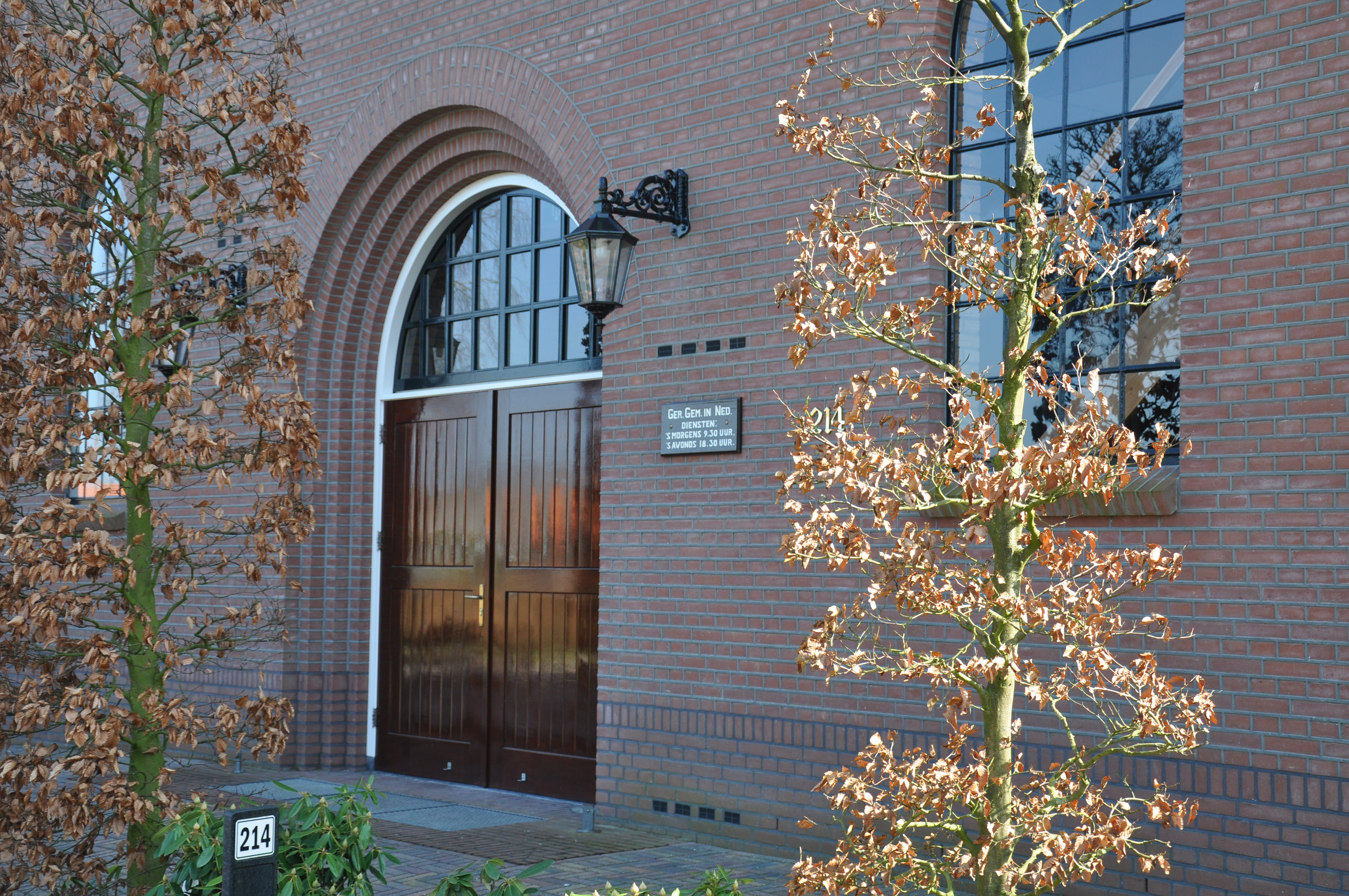
Gereformeerde Gemeente in Nederland De Beek-Uddel. Ingang.

Dorpen: Ermelo

Buurtschappen: De Beek · Drie · Horst · Houtdorp · Leuvenum · Nieuw Groevenbeek · Oud Groevenbeek · Speuld · Staverden · Telgt · Tonsel

Gelderland: Steden en dorpen in Gelderland      Nederland: Provincies · Gemeenten